# Борозномір
Борозномі́р — прилад для визначення глибини борозни при оранці. Найпростіший борозномір являє собою 2 однакової довжини планки, які можуть пересуватися одна відносно одної. Поставивши планку без поділок на дно борозни, а з поділками — на поверхню поля, одержують глибину борозни в даному місці.